# Menna Fadali
Menna Fadali (en árabe: منة الله سامي فضالي; nacida el 4 de septiembre de 1983 en El Cairo) es una actriz y cantante egipcia. Inició su prolífica participación en el cine de su país con un pequeño papel en la película El basha telmiz, con Karim Abdel Aziz y Ghada Adel.

## Carrera
Menna obtuvo el título de Hotelería y Turismo antes de decantarse por el mundo del espectáculo. Inició su carrera en la actuación cuando fue presentada por su madre al director Majdi Abu Amira. La madre de Fadali se desempeñaba en ese momento como asistente de dirección de Amira, quien quedó impresionado con Menna y le asignó un papel en la serie de televisión Ayana Kalby en 2002. Ese mismo año tuvo su debut en el cine interpretando un papel de reparto en la comedia El basha telmiz del director Wael Ihsan. Al año siguiente, Menna participó en las series People in Kafr Askar (dirigida por Nader Galal) y Hamza and Five Daughters.
En 2004 participó en la serie 3afaryt Al Siala en un reparto conformado por varias estrellas egipcias. Su papel fue considerado un punto de inflexión en su carrera como actriz y le dio la oportunidad de figurar de manera frecuente en otras producciones de cine y televisión en su país como It's Time, Market Gravel, Bird Love y El Hilali.
En la década de 2010 la actriz continuó figurando en la escena audiovisual de su país, participando en producciones de televisión como Bab Al Khalk (2012), Selssal El Dam (2013) y Wesh Tany (2015); y en producciones cinematográficas como Nour Einy (2010) y Under Table (2016). En 2018 anunció que se encontraba grabando una nueva producción para televisión, titulada Forbidden Love.

## Filmografía seleccionada

### Cine
- 2018 - Abou Ismail's Children
- 2016 - Under Table
- 2013 - Cemetery Issa
- 2010 - Nour Einy
- 2010 - The Light of My Eyes
- 2009 - Azmet Sharaf
- 2008 - Mafish fayda
- 2007 - Maganin nos kom
- 2007 - Leilet hob Helwa
- 2007 - El shabah
- 2005 - Shabab Spicy
- 2004 - El basha telmiz

### Televisión
- 2019 - Forbidden Love[9]
- 2015 - Wesh Tany[10]
- 2013 - Selssal El Dam
- 2012 - Bab Al Khalk
- 2007 - El-malek Farouk
- 2004 - Ya ward meen yeshtereek[7]